# Casinaria meridionalis
Casinaria meridionalis là một loài tò vò trong họ Ichneumonidae.